# Région de Toluca

Carte de la région de Toluca, située dans l'État de Mexico au Mexique.

La région de Toluca est située dans l'État de Mexico au Mexique. Elle est peuplée de 331 857 habitants (en 2010).
D'une superficie de 2 795 km² et d'une densité moyenne 56 h/km², la région est située entre la région de Ixtapan au sud, la Région d'Atlacomulco au nord et la région de Lerma à l'est.

## Municipalités
- Almoloya de Juárez
- Almoloya del Río
- Calimaya
- Chapultepec
- Metepec
- Mexicaltzingo
- Rayón
- San Antonio la Isla
- Tenango del Valle
- Toluca
- Texcalyacac
- Zinacantepec